# Kassation (Rechtsbehelf)
Die Kassation (zu lateinisch cassare ‚aufheben, annullieren‘) oder auch Kassationsbeschwerde ist ein förmlicher gerichtlicher Rechtsbehelf im Prozessrecht zahlreicher Staaten.
Sie ist grundsätzlich auf die Rechtsfrage beschränkt und damit ein funktionales Äquivalent zu Revision bzw. Rechtsbeschwerde in Deutschland, Revision, Revisionsrekurs bzw. Nichtigkeitsbeschwerde in Österreich oder der Beschwerde ans Bundesgericht in der Schweiz. Typischerweise fehlt der Kassationsbeschwerde der Suspensiveffekt, so dass die Kassationsentscheidung die Rechtskraft durchbrechen kann (insoweit ähnlich der erfolgreichen Verfassungsbeschwerde).
Die stattgebende Kassationsentscheidung kann, muss aber nicht notwendig rein kassatorischen Inhalt haben. Im Detail können je nach Rechtsordnung zahlreiche weitere Unterschiede bestehen (z. B. Ausgangsinstanz; Inhaber des Initiativrechts; Länge der einzuhaltenden Frist; Zulassung der Revision durch Iudex a quo oder ad quem; Prüfung auf alle oder nur auf die gerügten Rechtsverstöße).
In Ländern mit Kassation ist ihr tatfragebezogenes und suspensives Gegenstück die Appellation („Berufung“).
Vorläufer der Kassation lassen sich bis ins Frankreich des 13. Jahrhunderts zurückverfolgen. Gemeinrechtliche Entsprechung war die Nichtigkeitsbeschwerde (lateinisch querela nullitatis).

## Europäische Union
Staaten mit Kassation
| - in Westeuropa: - FR: Cassation (Art. 604 CPC; Art. 567 CPP) - BE: Cassation/Cassatie (Art. 1073 CJ/GWb; Loi du 14 février 2014) - NL: Cassatie (Art. 398 Rv; Art. 427 Sv) - LU: Cassation (Loi du 18 février 1885) - IT: Cassazione (Art. 360 CPC; Art. 606 CPP) - ES: Casación (Art. 477 LECiv; Art. 847 LECrim) | - in Osteuropa: - PL: Kasacja (Art. 3981 KPC; Art. 518 KPK) - EE: Kassatsioon (TsMS § 668; KrMS § 344) - LV: Kasācija (CPL 450.pants; KPL 569.pants) - LT: Kasacija (CPK 340 str.; BPK 366 str.) - BG: Касация (Чл. 280 ГПК; Чл. 346 НПК) - RO: Casație (Art. 433 CPP) |

England, Irland und der nordische Rechtskreis haben begrifflich ein einheitliches Rechtsbehelfsystem (englisch Appeal, dänisch Anke usw.).

## Sozialistischer Rechtskreis
Die Kassation existierte auch im Prozessrecht der Sowjetunion und anderer sozialistischer Staaten.
Vor den Oberlandesgerichten der sowjetischen Besatzungszone und ab 1949 vor dem Obersten Gericht DDR hatte der Generalstaatsanwalt das Recht, die Kassation rechtskräftiger Entscheidungen in Zivil- und Strafsachen zu beantragen. Vorbild war die sowjetische Prokuratura als „Hüter der Gesetzlichkeit“ im Sinne eines allgemeinen Kontrollorgans über die Tätigkeit der Verwaltung und der Gerichte, rechtstechnisch die Nichtigkeitsbeschwerde in Strafsachen aus der NS-Zeit. Ab 1952 hatte auch der Präsident des Obersten Gerichts ein Antragsrecht; ab 1963 waren auch die Bezirksgerichte auf Antrag ihrer Direktoren bzw. des jeweiligen Bezirksstaatsanwalts zur Kassation befugt.
Der Kassationsantrag war grundsätzlich auf ein Jahr ab Rechtskraft befristet. Eine wesentliche Eigenheit bestand darin, dass das Antragsrecht nicht bei den Prozessbeteiligten lag. Bürger konnten nur als spezielle Form der Eingabe Kassationsanregungen einbringen, hatten aber keine verfahrensrechtliche Stellung und kein Recht auf eine Begründung, wenn ihr Anliegen zurückgewiesen wurde.
Im vertragsgerichtlichen Verfahren entsprach der Kassation die Nachprüfung, im sozialversicherungsrechtlichen Beschwerdeverfahren die Aufhebung rechtskräftiger Entscheidungen.
In Russland besteht auch heute noch eine Kassationsinstanz, gegenüber der sozialistischen Zeit allerdings stärker an die Kassation im Westen angenähert.

## Belege
1. ↑  Zivilprozessuales Beispiel für Westeuropa: Frankreich, Art. 604 CPC (règles de droit); für Osteuropa: Russland, Art. 387 ГПК, Art. 288 АПК (норм материального права или норм процессуального права)
2. ↑  Zum Begriff etwa Suzanne Ballansat-Aebi, Die Äquivalenz juristischer Begriffe in verschiedenen Rechtssystemen (2014); siehe auch funktionale Rechtsvergleichung
3. ↑  Zu den ursprünglichen Unterschieden zwischen Kassation und Revision siehe Die gesammten Materialien zu den Reichs-Justizgesetzen, Band 2 Civilprozeßordnung (1880), 1. Abteilung, Allgemeine Begründung § 14, S. 142 f.
4. ↑  Vgl. etwa Lugano-Übereinkommen, Anhang IV
5. ↑  Beispiel Frankreich: Art. 579 CPC (ne sont pas suspensifs d'exécution); ggf. kann die Vollstreckung im Einzelfall ausgesetzt werden (Beispiel in Russland: Art. 283 АПК РФ Приостановление исполнения); vgl. auch Art. 103 BGG in der Schweiz
6. ↑  Dazu Limbach/Böckenförde/Sommer (1996)
7. ↑  In Frankreich die Regel, vgl. Art. 625 CPC
8. ↑  Beispiel Russland, Art. 390 ГПК, Art. 287 АПК (отменить/изменить)
9. 1 2  Für Belgien, Frankreich, Griechenland, Italien, Niederlande, Portugal, Spanien: John Anthony Jolowicz (Hrsg.): Recourse against judgments in the European Union (1999; eingeschränkte Vorschau in der Google-Buchsuche)
10. ↑  Matthias Esch: Die Kassation in Strafsachen (1992), S.10; Nicole Hanne: Rechtskraftdurchbrechungen von Strafentscheidungen im Wechsel der politischen Systeme (2005), S. 27
11. ↑  Deutsches Rechts-Lexikon (Memento des Originals vom 30. November 2018 im Internet Archive)  Info: Der Archivlink wurde automatisch eingesetzt und noch nicht geprüft. Bitte prüfe Original- und Archivlink gemäß Anleitung und entferne dann diesen Hinweis., Band 2; Arthur Skedl: Die Nichtigkeitsbeschwerde in ihrer geschichtlichen Entwicklung (1886)
12. ↑  so heute noch im katholischen Kirchenrecht: Can. 1619 (Memento des Originals vom 19. Dezember 2018 im Internet Archive)  Info: Der Archivlink wurde automatisch eingesetzt und noch nicht geprüft. Bitte prüfe Original- und Archivlink gemäß Anleitung und entferne dann diesen Hinweis. CIC, Can. 1302 (Memento des Originals vom 19. Dezember 2018 im Internet Archive)  Info: Der Archivlink wurde automatisch eingesetzt und noch nicht geprüft. Bitte prüfe Original- und Archivlink gemäß Anleitung und entferne dann diesen Hinweis. CCEO
13. ↑  Historisch: Friedrich Schöndorf: Einführung in das geltende slavische Recht (Privat- und Prozessrecht) in rechtsvergleichender Darstellung. Band 1, Bulgarien, § 58 III, S. 253–257 (1922; eingeschränkte Vorschau in der Google-Buchsuche)
14. ↑  RSFSR: Art. 325 УПК РСФСР (1960); Art. 282 ГПК РСФСР (1964)
15. ↑  Beispiel Thüringen: Gesetz über die Kassation rechtskräftiger Urteile in Strafsachen vom 10. Oktober 1947 (RegBl. I S. 81)
16. ↑  Gesetz über die Errichtung des Obersten Gerichtshofes und der Obersten Staatsanwaltschaft der Deutschen Demokratischen Republik vom 8. Dezember 1949 (GBl. Nr. 16 S. 111), Abschnitt III (§§ 12–16); später §§ 311–327 StPO-DDR (1968), §§ 160–162 ZPO-DDR (1975)
17. ↑  Caroline von Gall: Das Justizsystem Russlands 1. Juni 2018
18. ↑  Verordnung über die zuständigkeit der Strafgerichte, die Sondergerichte und sonstige strafverfahrensrechtliche Vorschriften vom 21. Februar 1940 (RGBl. I S. 405), § 34; Verordnung zur weiteren Vereinfachung der Strafrechtspflege vom 13. August 1942 (RGBl. I S. 508), Art. 7 § 2; dazu OG-Präsident Schumann, NJ 1950 S. 240, 242
19. ↑  Gerichtsverfassungsgesetz (1952) (Memento des Originals vom 9. Juli 2018 im Internet Archive)  Info: Der Archivlink wurde automatisch eingesetzt und noch nicht geprüft. Bitte prüfe Original- und Archivlink gemäß Anleitung und entferne dann diesen Hinweis.
20. ↑  Gerichtsverfassungsgesetz (1963) (Memento des Originals vom 10. Juli 2018 im Internet Archive)  Info: Der Archivlink wurde automatisch eingesetzt und noch nicht geprüft. Bitte prüfe Original- und Archivlink gemäß Anleitung und entferne dann diesen Hinweis.
21. ↑  vgl. § 40 Abs. 1 GVG 1974 (Memento des Originals vom 30. Juli 2018 im Internet Archive)  Info: Der Archivlink wurde automatisch eingesetzt und noch nicht geprüft. Bitte prüfe Original- und Archivlink gemäß Anleitung und entferne dann diesen Hinweis.; Beschluss des Präsidiums des Obersten Gerichts vom 9. Dezember 1987, OG-Informationen 1988 Nr. 2, S. 3–8
22. ↑  Anita Grandke, NJ 1989, S. 200, 203; Andrea Baer: Die Unabhängigkeit der Richter in der Bundesrepublik Deutschland und in der DDR (1999), S. 63
23. ↑  §§ 49 bis 55 der Verordnung über die Aufgaben und die Arbeitsweise des Staatlichen Vertragsgerichts (SVG-VO, GBl. II 1970 Nr. 29 S. 209)
24. ↑  Ziff. 42 bis 44 der Richtlinie über die Wahl, Aufgaben und Arbeitsweise der Beschwerdekommissionen für Sozialversicherung des Freien Deutschen Gewerkschaftsbundes (GBl. I 1978 Nr. 8 S. 109)
25. ↑  Art. 376 ff. ГПК РФ (2002); Art. 273 ff. АПК РФ (2002); Art. 401.1 ff. УПК РФ (2001)
26. ↑  Das WiRO-Handbuch übersetzt unter RUS 912 sogar mit „Revision“.